# Isadora
Isadora (bra/prt: Isadora) é um filme britano-francês de 1968, do gênero drama, dirigido por Karel Reisz e estrelado por Vanessa Redgrave e James Fox.

## Sinopse

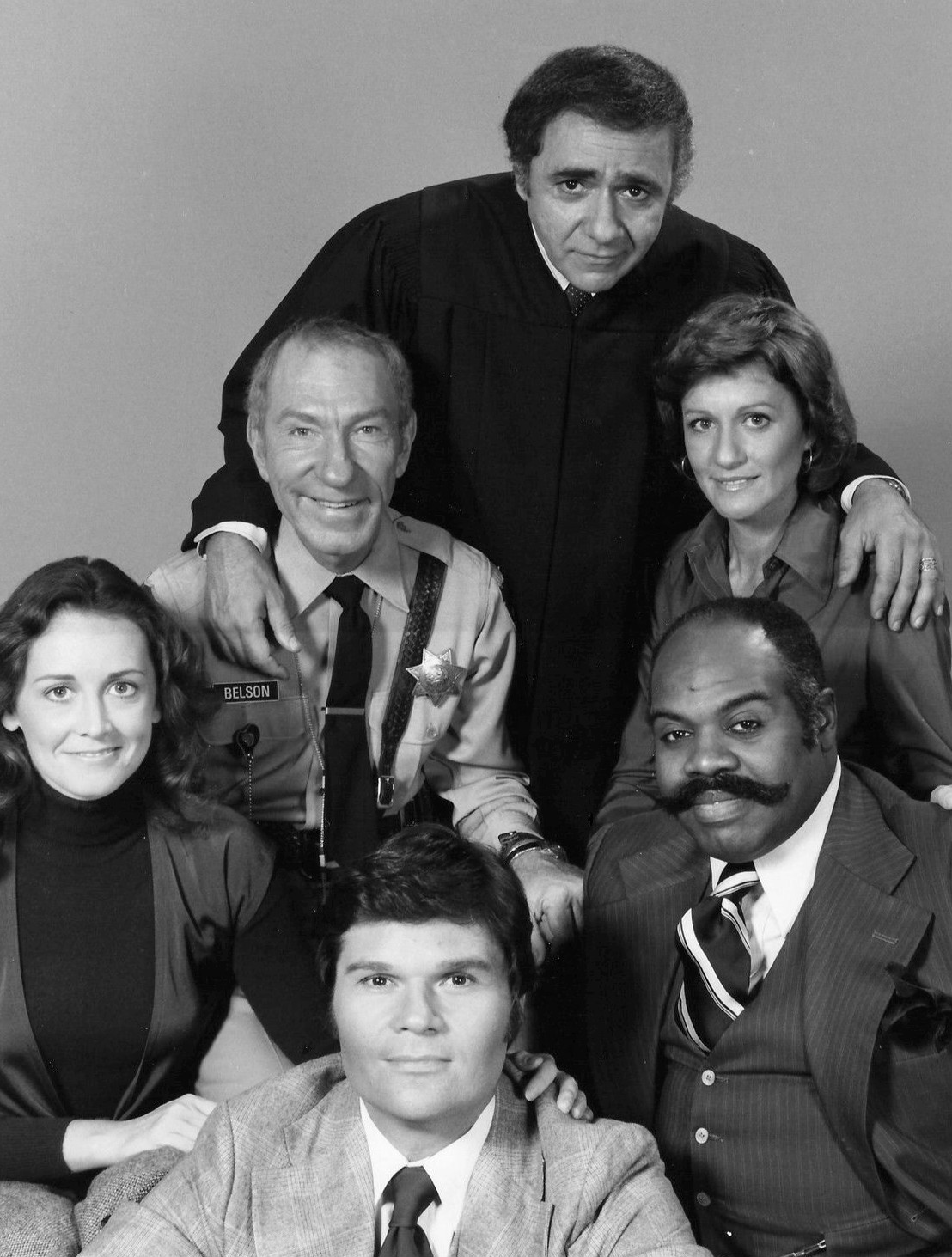
Cynthia Harris (à direita) estreou no cinema em Isadora, porém sua carreira foi quase toda construída na TV. Ficou famosa ao interpretar a mãe de Paul Reiser (e, por consequência, a sogra de Helen Hunt) na cultuada telessérie Mad About You. Aqui ela aparece com o elenco de Sirota's Court, série de 1976-1977 que teve apenas treze episódios.

O filme é a cinebiografia de Isadora Duncan, bailarina norte-americana de vida escandalosa para a época, que estremeceu os alicerces do balé ao criar a dança moderna, nas décadas iniciais do século XX.
O roteiro é baseado nos livros My Life, autobiografia de Isadora publicada em 1927, ano de sua morte, e Isadora, An Intimate Portrait, de 1928, sobre as conversas que o autor Sewell Stokes teve com a artista, de quem fora amigo..
A quantidade de filmagens com a Isadora Duncan real é quase inexistente, portanto não é possível saber quão preciso é o retrato que Vanessa Redgrave faz dela.
Vanessa recebeu uma indicação ao Oscar, a segunda das seis de sua carreira. Para Ken Wlaschin, Isadora é um de seus dez melhores filmes.
Estados Unidos, década de 1920, a Era do Jazz. Isadora Duncan, desinibida sexualmente e favorável à liberdade pessoal e de expressão, chocava a sociedade conservadora da época. Com elementos da dança grega clássica, nudez e semi-nudez, ela escreveu um novo capítulo na história do balé, trazendo-o para a modernidade.
Projetos pro-soviéticos, amor livre, dívidas, roupas extravagantes, filhos dentro e fora do casamento, tudo melindrava as plateias de seu tempo.
Casou-se duas vezes, com o milionário do ramo de máquinas de costura Paris Singer e depois com o poeta russo Sergei Essenin. Entre vitórias e fracassos, perdeu dois filhos, que se afogaram depois que seu motorista inadvertidamente abandonou o veículo, que caiu em um rio.

## Principais premiações
| Patrocinador                                            | Prêmio                                         | Categoria                                          | Situação             |
| ------------------------------------------------------- | ---------------------------------------------- | -------------------------------------------------- | -------------------- |
| Academia de Artes e Ciências Cinematográficas           | Oscar                                          | Melhor Atriz (Vanessa Redgrave)                    | Indicado             |
| Associação de Correspondentes Estrangeiros de Hollywood | Golden Globe                                   | Melhor Atriz em Filme Dramático (Vanessa Redgrave) | Indicado             |
| British Academy of Film and Television Arts             | BAFTA Award                                    | Melhor Figurino Melhor Som                         | Indicado             |
| Festival de Cannes                                      | Palma de Ouro Prêmio de Interpretação Feminina | Melhor Filme Melhor Atriz (Vanessa Redgrave)       | Selecionado Vencedor |

## Elenco
| Ator/Atriz         | Personagem       |
| ------------------ | ---------------- |
| Vanessa Redgrave   | Isadora Duncan   |
| James Fox          | Gordon Craig     |
| Ivan Tchenko       | Essenin          |
| Jason Robards      | Paris Singer     |
| John Fraser        | Roger            |
| Vladimir Leskovar  | Bugatti          |
| Cynthia Harris     | Mary Desti       |
| Bessie Love        | Senhora Duncan   |
| Tony Vogel         | Raymond Duncan   |
| Libby Glenn        | Elizabeth Duncan |
| Ronnie Gilbert     | Senhorita Chase  |
| Wallas Eaton       | Archer           |
| Nicholas Pennell   | Bedford          |
| John Quentin       | Pim              |
| Christian Duvaleix | Armand, pianista |